# 瓦氏角燈魚
瓦氏角灯鱼为輻鰭魚綱燈籠魚目灯笼鱼科的其中一種。

## 分布
本魚分布于全球各大洋热带和亚热带海域。

## 深度
水深25至1500公尺。

## 特徵
本魚體側扁且延長，口大，眼大，鱗片易於脫落，體灰黑色，近腹部具數列發光器，尾鰭叉形，背鰭軟條13至15枚，臀鰭軟條13至15枚，體長可達8.1公分。

## 生態
本魚成魚有日夜垂直洄游的現象，白天在較深水層，夜晚則遷移至較淺水層活動，幼魚則無。屬肉食性，以浮游動物為主食。

## 經濟利用
可作為食用魚。